# Rezervația naturală Dancu
Dancu este o rezervație naturală silvică în raionul Hîncești, Republica Moldova. Este amplasată în ocolul silvic Cărpineni, Dancu, parcelele 2, 3. Are o suprafață de 131 ha. Obiectul este administrat de Gospodăria Silvică de Stat Hîncești.